# Högmossen
Högmossen är ett naturreservat i Sandvikens kommun i Gävleborgs län.
Området är naturskyddat sedan 1991 och är 6,5 hektar stort. Reservatet består av gammal barrblandskog, hällmarkstallskog och ett trädbevuxet kärr.